# Ерон
Ерон (фр. Ayron) насеље је и општина у западној Француској у региону Поату-Шарант, у департману Вијена која припада префектури Поатје.
По подацима из 2011. године у општини је живело 1109 становника, а густина насељености је износила 39,19 становника/km². Општина се простире на површини од 28,3 km². Налази се на средњој надморској висини од 139 метара (максималној 169 m, а минималној 117 m).

## Демографија
| 1962. | 1968. | 1975. | 1982. | 1990. | 1999. | 2011. |
| ----- | ----- | ----- | ----- | ----- | ----- | ----- |
| 669   | 714   | 625   | 820   | 899   | 991   | 1.109 |

График промене броја становника у току последњих година